# Bohrio
Il bohrio è l'elemento chimico della tavola periodica, che ha come simbolo Bh e come numero atomico il 107.
È un elemento sintetico il cui isotopo più stabile è il Bohrio-270, che ha un'emivita di 61 s.

## Storia
Il bohrio è stato sintetizzato per la prima volta nel 1976 da un team sovietico guidato da Jurij Oganessian presso l'Istituto unito per la ricerca nucleare di Dubna, riuscendo a produrre l'isotopo 261Bh con un'emivita di 10 ms. 
L'elemento fu ottenuto bombardando il bismuto-209 con nuclei pesanti di cromo-54.
Nel 1981 un gruppo di ricerca tedesco guidato da Peter Armbruster e Gottfried Münzenberg alla Gesellschaft für Schwerionenforschung di Darmstadt fu in grado di confermare i risultati del team sovietico e di produrre il bohrio, questa volta il più stabile Bh-262.
I tedeschi suggerirono il nome nielsbohrio, in onore del fisico danese Niels Bohr. I sovietici suggerirono di dare questo nome all'elemento 105 (dubnio).
A causa di una controversia sulla denominazione degli elementi dal 101 al 109, la IUPAC adottò unnilseptio (Uns) come nome temporaneo dell'elemento.
Nel 1994 un comitato della IUPAC raccomandò per l'elemento 107 il nome bohrio. 
Anche se questo nome è conforme ai nomi degli altri elementi che onorano degli individui, nei quali si considera solo il cognome, la scelta fu avversata da molti a causa della possibile confusione con il boro. Nonostante ciò, il nome bohrio è stato riconosciuto internazionalmente nel 1997; inoltre, per evitare confusione con i composti del boro, è stato deciso che i sali del bohrio in cui questo si combina come ossoanione vanno chiamati bohriati, anziché "bohrati".